# 采凯迪·卡马
采凯迪·卡马（英語：Tshekedi Khama；1905年9月17日—1959年6月10日）是博茨瓦纳恩瓦托部落的摄政酋长，为博茨瓦纳独立建国作出了重要贡献。

## 生平
采凯迪出生于塞罗韦，是恩瓦托部落酋长卡马三世之子。早年曾在南非开普省就学，1923年进入著名的南非黑人学府黑尔堡大学就读。
1923年，卡马三世逝世，其另一位子嗣塞科马二世即位，但他在1925年早早离世。继承人塞雷茨·卡马依旧年幼，当时还在南非留学的采凯迪·卡马于是成为摄政酋长。
1926年1月9日，采凯迪回到塞罗韦，正式成为摄政酋长。他甫一上任，便将富有影响力的拉措沙家族（Ratshosa family）全体放逐，并将其财产悉数销毁。此事引起英国殖民当局注意，驻地专员查尔斯·雷伊爵士（Sir Charles Rey）试图遏制采凯迪的权力，导致双方冲突频繁。1933年，采凯迪公开对一位名为菲尼亚斯·麦金托什（Phineas McIntosh）的白人处以鞭刑，雷伊爵士趁此机会自开普敦征调来海军陆战队，试图推翻采凯迪。代理高级专员爱德华·埃文斯上将专程赴塞罗韦，向采凯迪提出“质询”，并将他停职；但他很快便又复职。
采凯迪担任酋长期间，试图维持酋长的部落权力，阻碍南非当局的整合运动。第二次世界大战期间，采凯迪大力支持英军作战，号召臣民加入英军。
1948年，在英国留学的酋长继承人塞雷茨与一位白人女子相恋，但采凯迪和英国殖民当局皆反对其婚事。1949年，塞雷茨返回塞罗韦，并在部落大会上即位。塞雷茨和采凯迪就此分道扬镳，但他们都在1950年被英国当局逐出家乡。1953年，采凯迪和族人拉塞博拉伊·卡马内（Rasebolai Kgamane）被英国政府指派为“非洲管理局”（African Authority）成员。1956年，他和塞雷茨和解，并和拉塞博拉伊·卡马内一起组成了贝专纳兰保护国的政治核心集体。采凯迪在此期间致力于建设地方民主政治及制定宪法，为日后贝专纳兰独立为博茨瓦纳共和国作出贡献。
1959年，采凯迪因肾功能衰竭在伦敦逝世。

## 流行文化
在2016年好莱坞电影《联合王国》中，南非演员乌西·库内内（Vusi Kunene）饰演采凯迪·卡马酋长。

## 传记
- Benson, Mary. . Faber and Faber. 1960.